# Bailando por um Sonho
Bailando por um Sonho foi um programa de TV, exibido pelo SBT entre 21 de outubro e 24 de dezembro de 2006 e apresentado por Silvio Santos. 

## O programa
A cada semana 10 trios formados por uma celebridade, um sonhador e um coreógrafo apresentam um número de dança depois de ensaiar por uma semana. Os trios eram avaliados por uma bancada de jurados, sendo que por meio de uma roleta um jurado é sorteado e este dava a nota secreta no final do programa, os outros jurados davam sua nota aberta. Os dois trios que obtiverem a menor nota se enfrentam, na próxima semana, em um duelo.Após esta etapa o voto ao público era aberto e aquele casal que recebesse a menor nota era eliminado. Os sonhadores recebiam R$10 mil por semana no jogo para ajudar na realização do sonho. Já o artista e o coreógrafo recebiam 100 mil para dividirem e um relógio de ouro no valor de R$50 mil cada.
O programa originalmente ia ao ar no sábado a noite e reprisava aos domingos pela tarde. Após uma mudança de horário, o programa foi cortado do sábado, ficando sua inédita e única apresentação no domingo Originalmente, durante a apresentação o artista dançava metade da música com o sonhador e depois dançava com a coreógrafa. No terceiro programa houve uma mudança que cortou os coreógrafos das apresentações, ficando a cargo deles apenas treinar as duplas..

## Participantes[4]
Trio 01
- Artista: Valéria Valenssa
- Sonhador: Thiago
- Sonho: Comprar uma moto moderna e potente
- Coreógrafo: Wilson Ciavarelli

Trio 02
- Artista: Sidney Magal
- Sonhadora: Juliana
- Sonho: Comprar uma casa própria para a mãe
- Coreógrafa: Fabiana Terra

Trio 03
- Artista: Virgínia Novick
- Sonhador: Alisson
- Sonho: Ir para Lisboa conhecer o técnico de futebol Luiz Felipe Scolari
- Coreógrafo: Renato Veronezi

Trio 04
- Esportista: Fernando Scherer
- Sonhadora: Luciane
- Sonho: Dar uma sede própria para o grupo Pró-Renal Infantil
- Coreógrafa: Vanessa Gallet

Trio 05
- Artista: Luciana Vendramini
- Sonhador: Vítor
- Sonho: Montar uma ilha de edição
- Coreógrafo: Alexandre Marino

Trio 06
- Artista: Analice Nicolau
- Sonhador: Wesley
- Sonho: Montar uma própria academia
- Coreógrafo: André Magro

Trio 07
- Artista: Patrícia Salvador
- Sonhador: Leonardo
- Sonho: Fazer um curso de pós-graduação em gestão empresarial
- Coreógrafo: André Toffani

Trio 08
- Artista: Alexandre Barillari
- Sonhadora: Fernanda
- Sonho: Fazer uma viagem a Portugal com a mãe
- Coreógrafa: Briane Sommer

Trio 09
- Artista: Lucas Poletto
- Sonhadora: Kelly
- Sonho: Dar um cirurgia de reconstituição de mama para a mãe que teve câncer de mama.
- Coreógrafa: Renata Peçanha

Trio 10
- Artista: Reinaldo Ritts
- Sonhadora: Karina
- Sonho: Comprar um carro
- Coreógrafa: Adriana Angelelli

## Jurados
- Carla Salvagni
- Ismael Guiser
- Luciana Maradei
- Jaime Arôxa

## Final
A final contou com a apresentação de todos os coreógrafos, que foram julgados pelos quatro jurados fixos do programa. A coreógrafa com a maior nota foi Adriana Angelelli, que ganhou um carro pelo fato.
Os trios de Patrícia Salvador, Analice Nicolau e Vírginia Nowicki (finalistas do programa) foram chamados ao palco no final quando foi divulgado o resultado:
- 23% dos votos para Vírginia Nowicki
- 36% dos votos para Analice Nicolau
- 41% dos votos para Patrícia Salvador, sendo declarada a vencedora.